# 시드니 화이트
《시드니 화이트》(영어: Sydney White)는 2007년 개봉한 미국의 청춘 로맨틱 코미디 영화이다.

## 출연진
- 어맨다 바인스
- 세라 팩스턴
- 맷 롱
- 존 슈나이더
- 크리스털 헌트
- 잭 카펜터
- 제러미 하워드
- 애덤 헨더숏
- 대니 스트롱
- 샘 러빈
- 아니 팬토자
- 단테이 보너
- 브라이언 패트릭 클라크
- 리비 민츠
- 리산드라 바스케스
- 로런 리치

## 기타 제작진
- 공동 제작: 다라 레즈닉 크리시
- 배역: 팸 딕슨
- 미술: 마크 가너
- 의상: 베벌리 사파이어